# Ljubow Andrejewna Poljanskaja
Ljubow Andrejewna Iwanowskaja Poljanskaja (* 20. Juni 1989 in Jaroslawl, russ. Любовь Андреевна Ивановская Полянская, auch als Lubov bzw., z. B. von der ITU, als Liubov Ivanovskaya transliteriert) ist eine ehemalige russische Triathletin und Mitglied der Nationalmannschaft.

## Sportliche Karriere

### Triathlon seit 2006
Iwanowskaja legte den Grundstein zu ihrer Profikarriere an der Eliteschule zur Heranbildung des Olympianachwuchses in Jaroslawl, der Специализированная детско-юношеская школа олимпийского резерва N. 7. Im Jahr 2005 zählte sie zu den 60 vom Gouverneur des Bezirks Jaroslawl mit einem monatlichen Stipendium von 500 Rubel ausgezeichneten Schülern.
Bei der Spartakiade 2010 wurde Poljanskaja Vierte, bei der russischen Elite-Aquathlon-Meisterschaft gewann Poljanskaja die Bronzemedaille.
Im Jahr 2010 ging Poljanskaja als Elite-Verstärkung in der französischen Club-Meisterschaftsserie „Grand Prix de Triathlon“ für den Verein Sainte-Geneviève Triathlon an den Start.
Beim Eröffnungstriathlon in Dünkirchen am 23. Mai 2010, dem einzigen Bewerb dieser Serie, an dem Iwanowskaja teilnahm, wurde sie 44., war aber als Zweitbeste ihres Clubs unter den drei triathlètes classants l'equipe, deren Ränge zur Berechnung des Meisterschaftssiegers herangezogen werden. Sainte Genevieve Tri setzt, wie fast alle Clubs der D1-Meisterschaftsserie, überwiegend ausländische Elite-Stars ein, so war die beste Triathletin dieses Clubs mit Alexandra Rasarjonowa ebenfalls eine Russin.
Die Saison 2011 eröffnete Poljanskaja mit dem Volkswagen Aldiana Triathlon bzw. der Kleinstaaten-Europameisterschaft (27. März 2011) auf Zypern, wo die russischen Elite-Triathleten ihr Trainingslager aufgeschlagen hatten. Iwanowskaja gewann auf der Sprintdistanz Gold. Im Jahr 2011 ging Iwanowskaja in der Clubmeisterschaftsserie für den Verein Saint-Raphaël Triathlon an den Start. Im Oktober wurde sie Dritte bei der U23-Europameisterschaft in Israel.

### Mitteldistanz seit 2018
Im Juni 2018 wurde Ljubow Poljanskaja in Astana, der Hauptstadt von Kasachstan Zweite auf der Mitteldistanz (1,9 km Schwimmen, 90 km Radfahren und 21,1 km Laufen) beim Ironman 70.3 Astana.
Seit 2019 tritt Poljanskaja nicht mehr international in Erscheinung.

### Privates
Ljubow Iwanoskaja ist seit 2012 mit dem russischen Triathleten Igor Poljanski (* 1990) verheiratet und ihr Familienname wird in offiziellen FTR-Dokumenten nur noch als Poljanskaja (nicht mit ihrer Schwägerin Anastassija Sergejewna Poljanskaja zu verwechseln) angegeben und auch sie selbst benutzt diese Form.

## Sportliche Erfolge
| Datum/Jahr    | Rang | Wettbewerb                                       | Austragungsort       | Zeit     | Bemerkung                                           |
| ------------- | ---- | ------------------------------------------------ | -------------------- | -------- | --------------------------------------------------- |
| 4. Juni 2016  | 9    | RUS Sprint Triathlon National Championships      | Izhevsk              | 01:07:44 |                                                     |

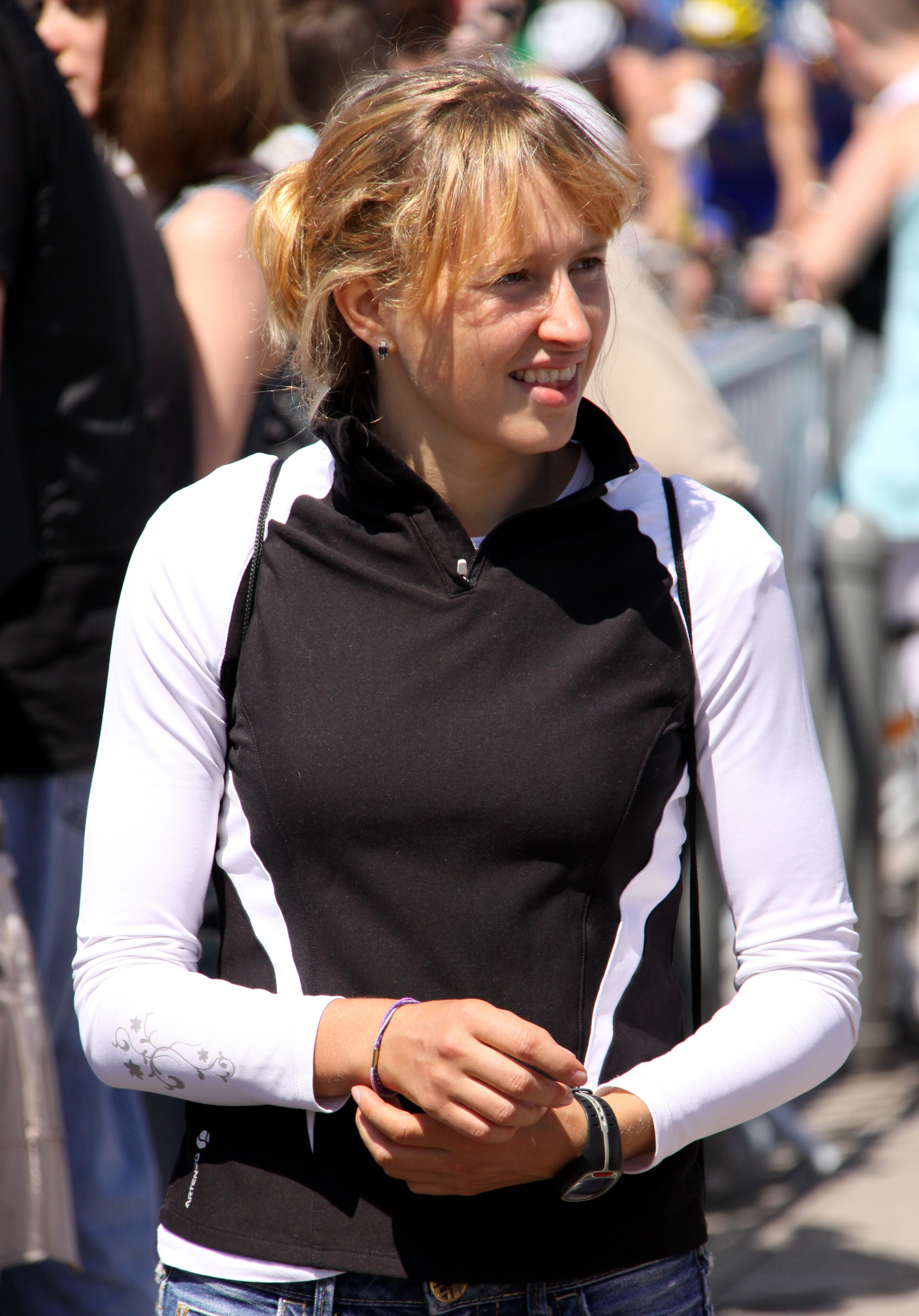
Iwanowskaja nach dem Triathlon von Dünkirchen (2010)

| 4. Juli 2015  | 21   | ETU Triathlon Premium European Cup               | Rijssen-Holten       | 01:04:12 |                                                     |
| 6. Juni 2015  | 6    | RUS Triathlon National Championships             | Russland             | 02:07:06 | Staatsmeisterschaft Triathlon                       |
| 12. Okt. 2014 | 26   | ITU Triathlon World Cup                          | Cartagena            | 02:00:41 |                                                     |
| 1. Sep. 2012  | 16   | ETU Triathlon European Championship U23          | Aguilas              | 02:10:32 | U23-Europameisterschaft                             |
| 21. Juli 2012 | 41   | ITU World Championship Series 2012               | Hamburg              | 00:59:49 | auf der Sprintdistanz                               |
| 20. Apr. 2012 | 20   | ETU Triathlon European Championships             | Eilat                | 02:15:21 | Europameisterschaft auf der olympischen Kurzdistanz |
| 28. Okt. 2011 | 3    | ETU Triathlon European Championship U23          | Eilat                | 02:08:55 | U23-Europameisterschaft                             |
| 8. Sep. 2010  | 16   | ITU Distance World Championship U23              | Budapest             | 02:01:50 | U23-Weltmeisterschaft                               |
| 28. Aug. 2010 | 7    | ETU Triathlon European Championship U23          | Vila Nova de Gaia    |          | U23-Europameisterschaft                             |
| 8. Nov. 2009  | 17   | ITU Triathlon World Cup                          | Santa María Huatulco | 02:33:35 |                                                     |
| 9. Aug. 2009  | 31   | ITU Triathlon World Cup                          | Tiszaújváros         | 02:06:53 |                                                     |
| 12. Apr. 2009 | 1    | Cyprus Sprint Triathlon                          | Makronissos          | 01:03:38 | Siegerin auf der Sprintdistanz                      |
| 6. Sep. 2008  | DNF  | ETU Triathlon European Championship U23          | Pulpí                |          | U23-Europameisterschaft                             |
| 10. Mai 2008  | 15   | ETU Triathlon European Championship Junior Women | Lissabon             |          | Triathlon-Junioren-Europameisterschaft              |
| 29. Juni 2007 | 19   | ETU Triathlon European Championship Junior Women | Kopenhagen           | 01:03:41 | Junioren-Europameisterschaft                        |

| Datum/Jahr    | Rang | Wettbewerb          | Austragungsort | Zeit     | Bemerkung     |
| ------------- | ---- | ------------------- | -------------- | -------- | ------------- |
| 2019          | 4    | Ironman 70.3 Italy  | Emilia-Romagna | 04:45:46 |               |
| 17. Juni 2018 | 2    | Ironman 70.3 Astana | Astana         | 04:36:17 | Mitteldistanz |

(DNF – Did Not Finish)